# Banatul Timișoarei

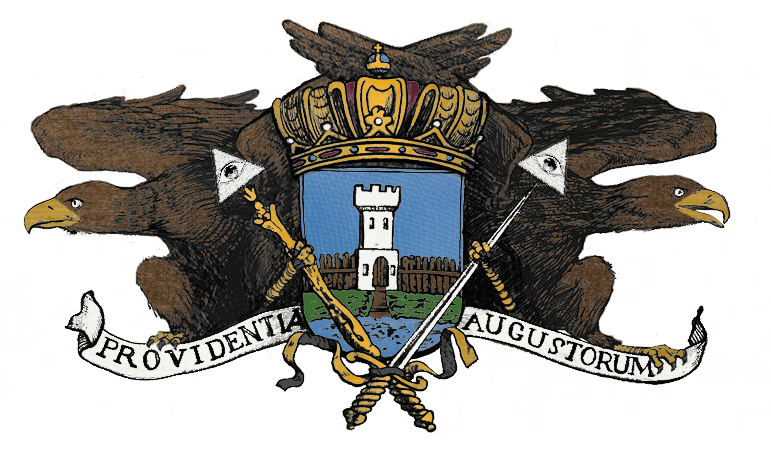
Stemă a Banatului Timișoarei desenată de Francesco Griselini pe harta regiunii din 1726.

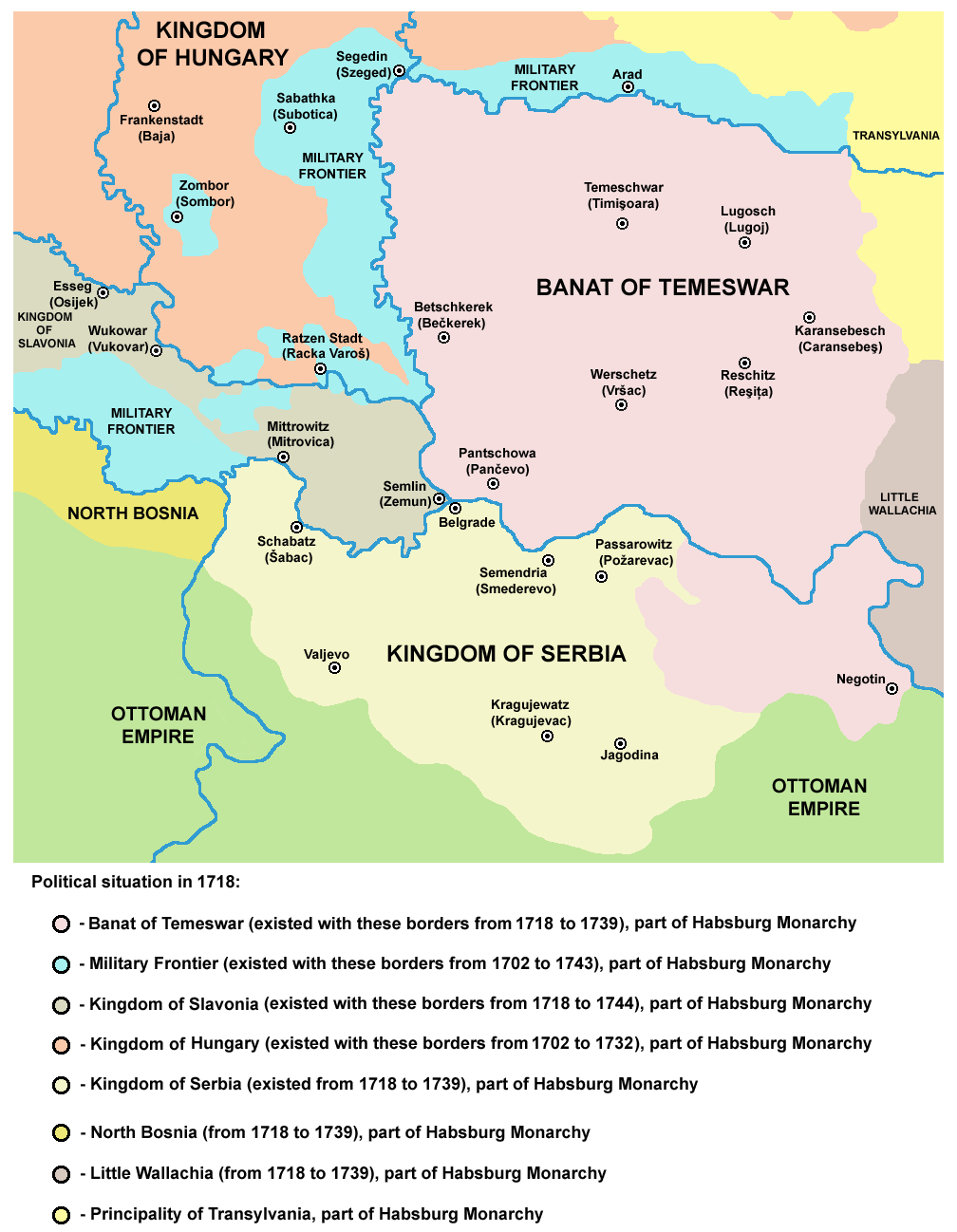
Banatul Timișoarei (1718-1739)

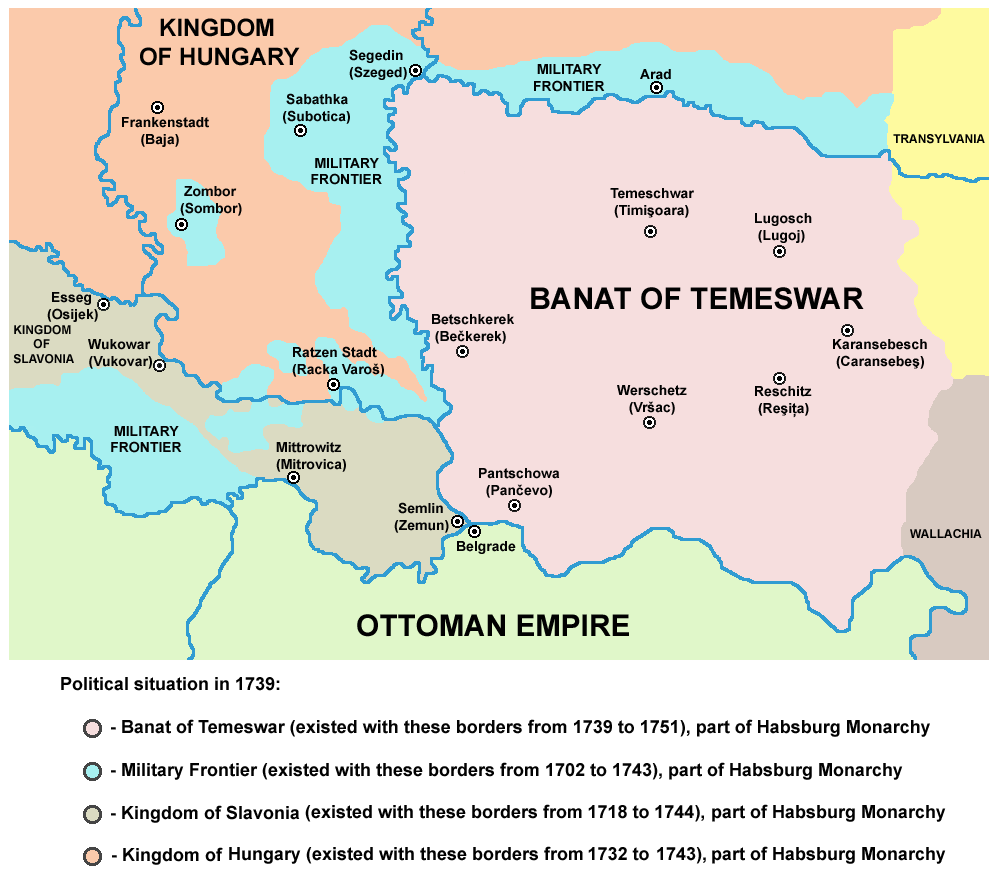
Banatul Timișoarei (1739-1751)

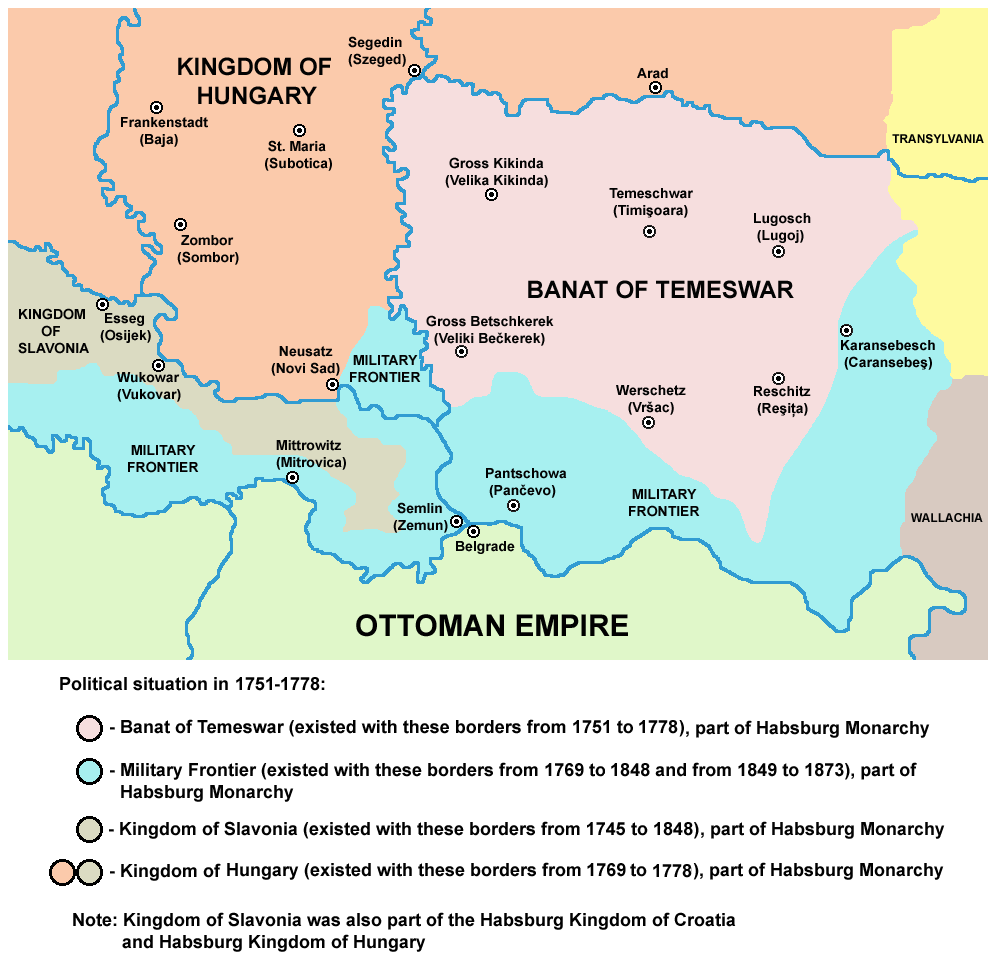
Banatul Timișoarei (1751-1778)

Banatul Timișoarei (în germană Temeswarer Banat, în sârbă Tamiški Banat, în maghiară Temesi Bánság) a fost o provincie a Imperiului Habsburgic existentă între 1717 și 1778. Provincia a fost localizată în regiunea Banat din prezent, regiune întinsă de la nord spre sud, între lunca Mureșului și Dunăre. Spre est Banatul se întinde până la munții Poiana Rusca.

## Moștenirea administrativă otomană
Potrivit unui raport din 21 noiembrie 1716, înaintat Camerei Aulice, înainte de cucerirea habsburgică Banatul otoman era împărțit în 12 districte: Timișoara, Lipova, Făget, Caransebeș, Lugoj, Orșova, Palanca Nouă, Panciova, Vârșeț, Ciacova, Becicherecu Mare-Bečej și Cenad.

## Tatonări administrative
Concomitent cu desfășurarea luptelor pentru cucerirea integrală a Banatului, contele Mercy a hotărât împărțirea provinciei în patru districte mari, pentru a urgenta strângerea dărilor:
- Caransebeș (vicecomite Alexandru Hunyadi)
- Ciacova (vicecomite Ștefan Racz)
- Panciova (vicecomite Isaia Dimitrovici)
- Marga (vicecomite Albert Hunyadi)

Întrucât această structură administrativă amintea prea mult de vechile comitate maghiare, s-a adoptat o soluție apropiată de organizarea otomană. Astfel, conscripția din toamna anului 1717 lua în considerare 11 districte mici: Timișoara (71 sate), Cenad (21 sate), Becicherecu Mare (24 sate), Ciacova (69 sate), Făget (108 sate), Lipova (76 sate), Palanca Nouă (55 sate), Vârșeț (72 sate), Caransebeș împreună cu Lugoj (91 sate), Orșova (40 sate) și Panciova (36 sate) .
Prin decretul aulic din 12 septembrie 1718 s-a modificat, din nou, împărțirea administrativă: 13 districte (Cenad, Becicherecu Mare, Panciova, Timișoara, Ciacova, Vârșeț, Palanca Nouă, Lipova, Făget, Lugoj, Caransebeș, Almăj ( cu sediul la Mehadia) și Orșova, 6 companii militare de graniță (Mokrin, Chichinda, Franjova, Melence, Botoš, și Idvor, din 1726 puse în subordinea unui căpitănat suprem) și compania din clisura Dunării

.
Între 1719 - 1720, unificându-se districtul Almăj cu districtul Orșova, compania din Clisură cu districtul Palanca Nouă și districtul Făget cu districtul Lugoj, numărul acestora s-a redus la 11.

## Structura administrativă (1720-1775) a Banatului imperial
Structura celor 11 districte bănățene și a celor două districte de la sudul Dunării, subordonate, de asemenea, Administrației Banatului de la Timișoara, o găsim pe hărțile vremii, în primul rând pe harta Mercy, sau în raportul Hamilton (1734):
- Districtul Becicherec (15 localități)
  - Cercul Timiș (8 localități)
  - Cercul Tisa (7 localități)
- Districtul Caransebeș (75 de localități)
  - Cercul Pogăniș (24 de localități)
  - Cercul Timiș (29 de localități)
  - Cercul Bistra (22 de localități)
- Districtul Ciacova (63 de localități)
  - Cercul Ciacova (15 localități)
  - Cercul Jeruga (13 localități)
  - Cercul Bârzava (16 localități)
  - Cercul Timiș (19 localități)
- Districtul Cenad (15 localități)
  - Cercul Mureș (8 localități)
  - Cercul Tisa (7 localități)
- Districtul Lipova (42 de localități)
  - Cercul Căpâlnaș (11 localități)
  - Cercul Lipova (10 localități)
  - Cercul Sânnicolau Mic (10 localități)
  - Cercul Bara (11 localități)
- Districtul Lugoj (91 de localități)
  - Cercul Făget (27 de localități)
  - Cercul Lugoj (24 de localități)
  - Cercul Luncani (24 de localități)
  - Cercul Sărăzani (16 localități)
- Districtul Orșova (36 de localități)
  - Cercul Orșova (23 de localități)
  - Cercul Almăj (13 localități)
- Districtul Panciova (22 de localități)
  - Cercul Kubin (8 localități)
  - Cercul Neusina (7 localități)
  - Cercul Panciova (7 localități)
- Districtul Timișoara (42 de localități)
  - Cercul Sânandrei (17 localități)
  - Cercul Parța (12 localități)
  - Cercul Bucovăț (13 localități)
- Districtul Palanca Nouă (51 de localități)
  - Cercul Jasenovo (13 localități)
  - Cercul Ilidia (14 localități)
  - Cercul Răcășdia (15 localități)
  - Cercul Clisura (9 localități)
- Districtul Vârșeț (64 de localități)
  - Cercul Carașova (8 localități)
  - Cercul Ticvani (7 localități)
  - Cercul Ramna (13 localități)
  - Cercul Jamu Mare (16 localități)
  - Cercul Vârșeț (20 de localități), iar la sud de Dunăre:
- Districtul Golubac (60 de localități)
  - Cercul Golubac (12 localități)
  - Cercul Kučejn (22 localități)
  - Cercul Omolj (10 localități)
  - Cercul Poreča Reka (7 localități)
  - și 9 sate haiducești
- Districtul Negotin (67 de localități)
  - Cercul Ključ (13 localități)
  - Cercul Krajna (32 de localități)
  - Cercul Krivina (18 localități)
  - și 4 sate haiducești

O situație detaliată, pe localități, a împărțirii administrative a Banatului, înainte de înființarea Graniței militare bănățene(1768 - 1774), găsim în raportul înaltului funcționar imperial Johan Jakob Ehrler:
- Districtul Becicherec (39 de localități, reședința la Becicherecu Mare)
  - Cercul Timișului (18 localități)
  - Cercul Becicherecului (21 de localități, suboficii administrative la Bečej și Botoš)
- Districtul Caransebeș (76 de localități, reședința la Caransebeș)
  - Cercul Bucoșniței (27 de localități, suboficii administrative la Caransebeș și Prisaca)
  - Cercul Timișului (27 de localități)
  - Cercul Bistrei (22 de localități, suboficiu administrativ la Jdioara)
- Districtul Ciacova (67 de localități, reședință la Ciacova)
  - Cercul Ciacovei (19 localități, suboficiu administrativ la Liget, azi Pădureni)
  - Cercul Jeruga (13 localități, suboficiu administrativ la Denta)
  - Cercul Bârzavei (18 localități, suboficiu administrativ la Jebel)
  - Cercul Timișului (17 localități, suboficiu administrativ la Chevereșu Mare)
- Districtul Cenad (36 de localități, reședința la Sânnicolau Mare)
  - Cercul Mureșului (10 localități)
  - Cercul Timișului (26 de localități, suboficii administrative la Kanjiža și Szöreg)
- Districtul Lipova (66 de localități, reședința la Lipova)
  - Cercul Lipovei (13 localități, suboficiu administrativ la Lipova)
  - Cercul Căpâlnașului (13 localități, suboficiu administrativ la Valea Mare)
  - Cercul Bara (18 localități)
  - Cercul Sânnicolau Mic (21 de localități, suboficiu administrativ la Sânnicolau Mic)
- Districtul Lugoj (99 de localități, reședința la Lugoj)
  - Cercul Lugojului (25 de localități, suboficiu administrativ la Lugoj)
  - Cercul Lunca (25 de localități, suboficiu administrativ la Topolovățu Mare)
  - Cercul Făgetului (31 de localități, suboficiu administrativ la Făget)
  - Cercul Sărăzaniului (17 localități)
- Districtul Orșova (41 de localități)
  - Cercul Orșovei (28 de localități)
  - Cercul Almăjului (13 localități)
- Districtul Panciova (16 localități)
- Districtul Timișoara (61 de localități, reședința la Sânandrei)
  - Cercul Sânandrei (25 de localități, suboficiu administrativ la Timișoara)
  - Cercul Parța (23 de localități, suboficiu administrativ la Csatád, azi Lenauheim)
  - Cercul Bucovățului (13 localități, suboficiu administrativ la Recaș)
- Districtul Palanca Nouă (64 de localități)
  - Cercul Jasenovo (17 localități, suboficiu administrativ la Iam)
  - Cercul Ilidiei(18 localități)
  - Cercul Răcășdiei (29 de localități, suboficiu administrativ la Oravița)
- Districtul Vârșeț (77 de localități, reședința la Vârșeț)
  - Cercul Carașovei (32 de localități, suboficii administrative la Carașova și Bocșa)
  - Cercul Jamului (19 localități, suboficiu administrativ la Comorâște)
  - Cercul Vârșețului (26 de localități, suboficiu administrativ la Vârșeț)

Satele românești și cele sârbești erau conduse de către un cneaz, cnezul sătesc, care făcea legătura între locuitori și administrație. Funcția de cnez era eligibilă și nu era retribuită. Dar cnezul, pe întreaga durată a mandatului său, de doi - trei ani, era scutit de dări și de robotă. Ulterior, dacă nu promova într-o funcție superioară, se reintegra masei iobagilor din comunitatea care-l alesese. Obercnezii, reprezentanți ai cnezilor dintr-un cerc, erau numiți de către guvernatorul Banatului, dintre mai mulți candidați, propuși de către comunitățile sătești și de către oficiul administrativ districtual. Funcția de obercnez era retribuită și majoritatea istoricilor o consideră o creație a administrației imperiale, deși s-au auzit și voci care o socotesc, asemenea celei de cnez sătesc, tradițională și autohtonă.
Satele de coloniști erau conduse de către un jude (Richter, Schulze), secondat de către un ajutor (Kleinrichter) și de câțiva jurați.
Districtele erau conduse de către un administrator districtual (Districtverwalter), ajutat de unul sau doi subadministratori districtuali (Distriktunterverwalter). Administrația Banatului era condusă de un guvernator, militar sau civil, consilieri civili și consilieri militari. Alături de aceștia activau o serie de funcționari subalterni, iar mai multe oficii, cu atribuții în domenii de activitate specifice, îi erau subordonate. Dacă la început Administrația Banatului era militară, apoi mixtă, militară și camerală, după 29 septembrie 1751, aceasta devenea civilă, fiind formată dintr-un președinte și șase consilieri.
Banatul imperial a avut un statut de domeniu nemijlocit al Coroanei, împăratul fiind, simultan, suveran și unic domn de pământ, singurul stăpân feudal. Supușilor le erau atribuite în folosință loturi de pământ, sesii, sau fracțiuni de sesie. Ei erau datori împăratului, în principal, cu darea pe cap, cu darea pe avere și cu zile de robotă, care erau de două feluri, cu brațele și cu atelajele.

## Reforma Brigido
După numirea, în 1774, a lui Iosif de Brigido, ca guvernator civil al Banatului, s-a inițiat o reformă administrativă profundă în provincie. În locul districtelor au fost create patru cercuri (Kreise), conduse de către un căpitan cercual. Acestuia îi erau subordonate mai multe domenii (Herrschaften), compuse din sate (Dorfschaften). Noua structură administrativă a fost creată treptat, mai întâi cercul Csatád, cuprinzând localități din fostele districte Cenad și Becicherecu Mare, în 1776, apoi, în 1777, cercurile Vârșeț (cuprinzând localități din fostele districte Vârșeț și Ciacova), Timișoara (cuprinzând localități ce aparținuseră fostelor districte Timișoara, Lugoj, Lipova și Ciacova) și Lugoj (cuprinzând localități din fostele districte Lugoj, Vârșeț și Caransebeș). Din păcate acest experiment administrativ n-a mai apucat să-și demonstreze eficiența, fiind curând înlocuit cu sistemul comitatens maghiar. Totuși, structura domenială a fost păstrată și în interiorul comitatelor, înlesnind noua politică imperială de scoatere la licitație a fondului funciar bănățean. 

## Cedarea Banatului
Cedând presiunilor repetate ale stărilor ungare, ținând seama de problemele financiare dificile ale imperiului, influențată fiind și de sfaturile unor personalități din propriul anturaj, împărăteasa Maria Tereza a hotărât, în 1778, cedarea provinciei către regatul ungar.
Încorporarea Banatului de către Ungaria a fost proclamată, în cadru festiv, la Timișoara, prin vocea comisarului regal, contele Niczky, pe 6 iunie 1778, iar diploma de înființare a celor trei noi comitate a fost emisă de către împărăteasă, în calitate de regină a Ungariei, la 23 aprilie 1779. Administrarea provinciei, în perioada de tranziție, a fost asigurată, succesiv, de către funcționarii superiori Wenzel Ferdinand von Sauer și Heinrich Georg von Bretschneider, aflați sub autoritatea comisiei Niczky.
Practic, administrația comitatensă a înlocuit-o treptat pe cea de tranziție, astfel:
- comitatul Timiș, având structura compusă din plășile Timiș (reședința la Timișoara, cu 46 de localități și un prediu), Sânandrei (cu 40 de localități), Lipova (cu 45 de localități) și Vârșeț (cu 38 de localități și 3 predii), însumând 175 de localități și 4 predii, la 22 iunie 1779 (comite suprem contele Niczky Kristóf)
- comitatul Torontal, având structura compusă din plășile Sânnicolau Mare (cu 23 de localități și 3 predii), Becicherecu Mare (cu 21 de localități și 12 predii), Kanjiža (cu 31 de localități și 5 predii) precum și Peciul Nou (cu 39 de localități și 23 predii), însumând 114 localități și 43 de predii, la 13 iulie 1779, (comite suprem, numit ulterior, Francisc Győrfi)
- comitatul Caraș, având o structură compusă din plășile Lugoj (cu 36 de localități), Căpâlnaș (cu 48 de localități), Oravița (cu 64 de localități), Caransebeș (cu 40 de localități) și Bulci (cu 40 de localități), însumând 228 de localități, la 5 august 1779 (comite suprem Josef Haller)

Granița militară bănățeană a rămas, până la desființarea sa, în 1872, sub administrație militară imperială.
Astfel s-a încheiat, după 63 de ani, ignorându-se total părerea locuitorilor săi, autohtoni sau coloniști catolici, episodul imperial din istoria Banatului.

## Revenire sub autoritatea Vienei
O revenire pasageră sub autoritatea directă a Vienei a cunoscut Banatul între 1849, după înăbușirea revoluției pașoptiste maghiare când a făcut parte din structura administrativă numită "Voivodina Sârbească și Banatul Timișan", și 1860, când a fost reîncorporat Ungariei .

## Guvernatorii (și președinții Administrației) Banatului imperial
- Claudiu Florimond, conte de Mercy d'Argenteau (n. 1666, d. 1734) – guvernator militar și civil al Banatului, 1716-1734.
- Ioan Andreas, conte de Hamilton (n. 1679, d. 1738) – guvernator militar și civil al Banatului, 1734-1738.
- Wilhelm Reinard, conte de Neipperg (n. 1684, d. 1774) – guvernator militar și civil al Banatului, 1738-1739.
- August Iacob Heinrich, baron de Succow/Suckow (d. 1740) – guvernator militar și civil al Banatului, 1739-1740.
- Francisc Anton Leopold Ponz, baron de Engelshofen (n. 1692, d. 1761) – guvernator militar și civil al Banatului, 1742-1751 (între 1740-1742 cu titlu interimar).
- Don Francesco de Paula Ramon, conte de Vilana Perlas, marchiz de Perlas (n. 1704, d. 1773) – președinte al administrației Banatului, 1753-1768.
- Carol Ignaz, conte imperial romano-german (Reichsgraf), conte de Clary și Aldringen (n. 1729, d. 1791) – președinte al administrației Banatului, 1769-1774.
- Iosif Brigido, conte de Bresowitz, baron de Marenfels, senior de Lumberg și Bresovitz (n. 1733, d. 1817) – președinte al administrației Banatului, 1774-1777.
- Pompei Brigido, conte de Bresowitz, baron de Marenfels, senior de Lumberg și Bresovitz (n. 1729, d. 1811) – președinte al administrației Banatului, 1777-1778[1].

## Generalii-comandanți ai Banatului
- Claudiu Florimond, conte de Mercy d'Argenteau – general-comandant între 1716-1734.
- Ioan Andreas, conte de Hamilton – general-comandant între 1734-1738.
- Wilhelm Reinard, conte de Neipperg – general-comandant în 1739.
- August Iacob Heinrich, baron de Succow/Suckow – general-comandant în 1740.
- Francisc Anton Leopold Ponz, baron de Engelshofen – general-comandant între 1740-1757.
- Ferdinand Philipp, conte de Harrsch (n. 1704, d. 1792) – general-comandant între 1757-1758.
- Don Antonio Portugalo, conte de Puebla (n. 1699, d. 1776) – general-comandant între 1758-1759.
- Sigismund Frederic Samuel, baron de Lietzen (n. 1695, d. 1780) – general-comandant între 1759-1769.
- Maximilian Joseph, conte de Mittrowsky (n. 1709, d. 1782) – general-comandant între 1769-1775.
- Ioan Francisc Anton, baron de Zettwitz/Zedtwitz (n. 1713, d. 1784) – general-comandant între 1775-1784[1].